# Задужбина Илије М. Коларца
Задужбина Илије М. Коларца, позната и као Коларчева задужбина, се налази се на Студентском тргу 5, у најстрожем центру Београда. Зграда представља објекат од великог културног и историјског значаја и као таква је проглашена за непокретно културно добро. Зграду Коларчевог универзитета је пројектовао српски архитекта Петар Бајаловић.

## Историјат
Зграда Коларчевог народног универзитета подигнута је у време јачања свести о Београду као престоници нове државе и потребама једне велеградске средине за културним центром.
Прве идеје о грађењу објекта за потребе јавних предавања и приредби по програму једног „народног универзитета“ појавиле су се током 1928. године, када је расписан конкурс за зграду Коларчевог народног универзитета на Позоришном тргу. Прву награду добио је архитекта Андреј Папков. Међутим, будући да регулација овог дела Трга – између Македонске и Француске улице није била дефинитивно утврђена, инвеститор је одустао од грађења на овом терену и већ 1929. донео одлуку да се објекат подигне на задужбинском плацу на Студентском тргу бр.5.
За нову локацију на Студентском тргу није расписиван конкурс, већ је пројекат директно наручен архитекти Петру Бајаловићу (1876—1947), професору Техничке велике школе и аутору значајних објеката из периода пре Првог светског рата (Павиљон у Риму, стамбена зграда у Француској бр.31 итд.). Зграда је почела да се зида 1929. године, и то као објекат у унутрашњем делу парцеле, у дворишту постојећег једноспратног објекта на плацу задужбине Илије Милосављевића Коларца. Идеја је била да се у делу старог објекта организује продаја улазница за приредбе. У току 1930. године подигнута је велика концертна дворана са око 1200 места, тада највећа у Београду. Наредне године одлучено је да се и према улици подигне нови, троспратни објекат. С обзиром да Задужбина није располагала довољним материјалним средствима, нови објекат са Студентског трга намењен је ренти, па су у приземљу пројектовани пословни простори. Ту је реализован и улаз за део са гардеробом у везном тракту и концертну салу у позадини. Мезанин је такође био намењен издавању, док су на спратовима замишљене просторије за читаоницу, мање учионице и просторије за управу Коларчевог народног универзитета. Зграда је завршена 1932. године.
Управник Коларчеве задужбине од 2022. године је Александар Пековић.

## Архитектура и урбанизам
Зграда покрива скоро у потпуности парцелу неправилног облика, на углу Студентског трга и Улице 1300 каплара. Са западне стране парцела је од суседа одвојена слепом уличицом, док се са северне стране граничи са низом стамбено пословних објеката и новим објектом Београдске филхармоније. Будући да је етапно грађена, на неправилном терену, зграда нема своју природно развијену структуру, већ су распоред и архитектура појединих простора директно следили промењиве намере инвеститора.
У целини објекат носи одлике умереног академизма својственим за Београд тог времена и не разликује се од многих сличних објеката из истог периода.
На атици је уклесан натпис „Задужбина Илије М. Коларца“.

## Споменик културе
Зграда Коларчевог народног универзитета садржи споменичке вредности пре свега због своје намене и незамењиве културне улоге. Замишљена је као институција која циклусима предавања и другим облицима едукације на највишем стручном и научном нивоу, утиче на развој културне средине. Предавања обухватају различите области људских сазнања, од медицине, технике, филозофије, до историје уметности и односе се како на светска достигнућа, тако и на истраживања у домаћој средини.
Посебну вредност представља акустична сала која и данас окупља музичку омладину и где се одржава жива концертна активност. Позната је као најакустичнија ако не и једина стварно акустична сала у Београду. Због тога се у њој редовно одржавају концерти на које долазе најпознатији светски музичари.
Осим велике дворане (сале) постоји и мала сала на првом спрату где се свакодневно одржавају разна предавања и промоције. Обично се ова предавања организују у циклусима који се одржавају одређеног дана.
Коларчев народни универзитет је значајан и као репрезент идеје о задужбинарству која је остала сачувана до нашег времена, а која је Београд обогатила неким од најрепрезентативнијих грађевина.
Програмски концепт Галерије у приземљу усмерен је на уметнички рад младих визуелних уметника. Један део Галерије намењен је продаји радова уметника који су у њој излагали. Књижара „Александар Белић“ оријентисана је ка продаји књига из хуманистичких и друштвених наука.
Зграда Коларчевог народног универзитета проглашена је за споменик културе (Одлука, „Сл. лист града Београда“ бр. 23/84).

## Галерија
- Књига о Илији Милосављевићу Коларцу и раду Управног одбора његове Задужбине (1886)
- Извештај о стању Задужбине Илије М. Коларца за период од 6. октобра 1891. до 6. октобра 1892. године.
- Извештај о раду одбора и о стању Задужбине Илије М. Коларца за период од 1. октобра 1893. до 1. октобра 1894. године.
- Преглед предавања и догађаја, који су се одржали у Задужбини Илије М. Коларца, у периоду 1932-1933. године.
- Преглед предавања и догађаја, који су се одржали у Задужбини Илије М. Коларца, у периоду 1933-1934. године.
- Преглед предавања и догађаја, који су се одржали у Задужбини Илије М. Коларца, у периоду 1934-1935. године.
- Недељни преглед предавања одржаних у Задужбини Илије М. Коларца, у периоду од 25. децембра 1944. до 5. децембра 1948. године.
- Недељни преглед предавања одржаних у Задужбини Илије М. Коларца, у периоду од 25. октобра 1954. до 3. јуна 1956. године.
- Недељни преглед предавања одржаних у Задужбини Илије М. Коларца, у периоду од 22. октобра 1956. до 29. маја 1960. године.
- Недељни преглед предавања и других догађаја одржаних у Задужбини Илије М. Коларца, у периоду од 24. октобра 1960. до 2. јуна 1962. године.
- Недељни преглед предавања одржаних у Задужбини Илије М. Коларца, у периоду од 20. новембра 1950. до 30. маја 1954. године.
- Недељни распоред предавања одржаних у Задужбини Илије М. Коларца, у периоду од 18. октобра 1937. до 13. априла 1941. године.
- У овој књизи налази се биографија Илије Милосављевића Коларца, детаљи из његовог приватног и професионалног живота. У књизи се такође налази његов тестамент, као и детаљи стварања Задужбине Илије М. Коларца. У овој књизи наћи ћете и информације о Управном одбору Задужбине, његовом раду, као и значају саме установе за српски народ.